# Erodium celtibericum
Erodium celtibericum là một loài thực vật có hoa trong họ Mỏ hạc. Loài này được Pau mô tả khoa học đầu tiên năm 1892.